# Адам и Ева (гравюра Дюрера)
«Адам и Ева» (нем. Adam und Eva) — гравюра выдающегося немецкого художника эпохи Северного Возрождения Альбрехта Дюрера, выполненная резцом на меди.

## История создания
В 1504 году Альбрехт Дюрер создал гравюру резцом на меди «Адам и Ева». Это произведение представляет собой первый результат его исследований пропорций фигуры человека перед второй поездкой в Италию. Дюрер был постоянно увлечён изучением пропорций человеческой фигуры, о чём свидетельствуют такие его работы, как «Немезида» или «Аполлон и Диана». Художник постоянно возвращался к этой теме в своих рисунках, гравюрах и живописных произведениях.
В этой работе художник впервые попытался воплотить классический идеал красоты, пытаясь найти наилучшие пропорции фигур мужчины и женщины. Гравюра связана с поисками художника и его исследованиями античных пропорций фигуры человека, на основе анализа античных статуй и рисунков итальянских художников. Считается что прототипом для фигур Адама и Евы послужили рисунки с античных статуй Аполлона Бельведерского и Венеры Медицейской. Известно, что знаменитая статуя Аполлона Бельведерского была обнаружена всего несколько лет назад во время раскопок недалеко от Рима. Дюрер, возможно, узнал об этом через сделанные с неё рисунки или через «Аполлона и Диану» Якопо де Барбари.
В эпоху Возрождения гармоничные пропорции фигуры человека, здания, статуи рассматривали как непременное условие создания произведения искусства — отражения предустановленной Божественной красоты. При этом метафизическое толкование прекрасного весьма неустойчивым образом соединялось с рациональными приемами пропорционирования. Ренессансные учёные-гуманисты по-новому прочли Витрувия, а затем через арабские переводы — сочинения Аристотеля и Платона. В результате древнегреческая «соразмерность» (symmetria) обрела метафизический смысл. Гравюра Дюрера «Адам и Ева» (1504) родилась в результате штудий пропорций фигуры человека по трактату Витрувия, в которых голова составляет 1/8 высоты фигуры.
Вначале Дюрер пытался использовать указания венецианского художника Якопо де Барбари и древнеримского архитектора Витрувия в комплексе с принятым в средневековье построением человеческого тела на основе геометрических фигур (позднее он отказался от сочетания этих методов). Так, на обороте рисунка «Адам» (1507, Альбертина, Вена) изображена фигура человека, созданная с помощью дуг, окружности, квадратов.
Однако художнику требовался не абсолютный канон красоты, а система относительных пропорций, которая позволяла бы сохранять гармоничные отношения частей, увеличивая или уменьшая композицию в требуемом масштабе и в движении фигуры: рук и ног, повороте торса, наклоне головы. Тогда-то, возможно, впервые, была осознана главная идея искусства пропорционирования: не вычислять, а создавать впечатление гармонии. Масштабное или, что то же самое, пространственное, понимание пропорций не было известно ни древним эллинам, ни средневековым мастерам. Отказавшись от создания «идеальной фигуры», тяготевшей над сознанием итальянцев, Дюрер стал разрабатывать пропорции «характерных типов» головы и фигуры человека, включая детские и гротескные, избегая, однако, как он сам писал, «прямого уродства». Художник составил 26 серий «характерных рисунков» с вариациями пропорций. Сознавая связь методики пропорционирования с вопросами симметрии, масштабности, перспективы, движения и ритма, Дюрер прибегал к геометризации, так называемой «кубической системе», наглядно иллюстрирующей эти связи. Именно такое, динамичное, пропорционирование привлекало художников маньеризма и барокко XVI—XVIII веков.
Художник, вероятно, был доволен результатом, поскольку оставил на гравюре полную подпись в отличие от других гравюр, отмеченных только монограммой. В 1507 году Дюрер работал над живописным диптихом «Адам и Ева», предназначенным для алтаря (алтарь так и не был дописан).

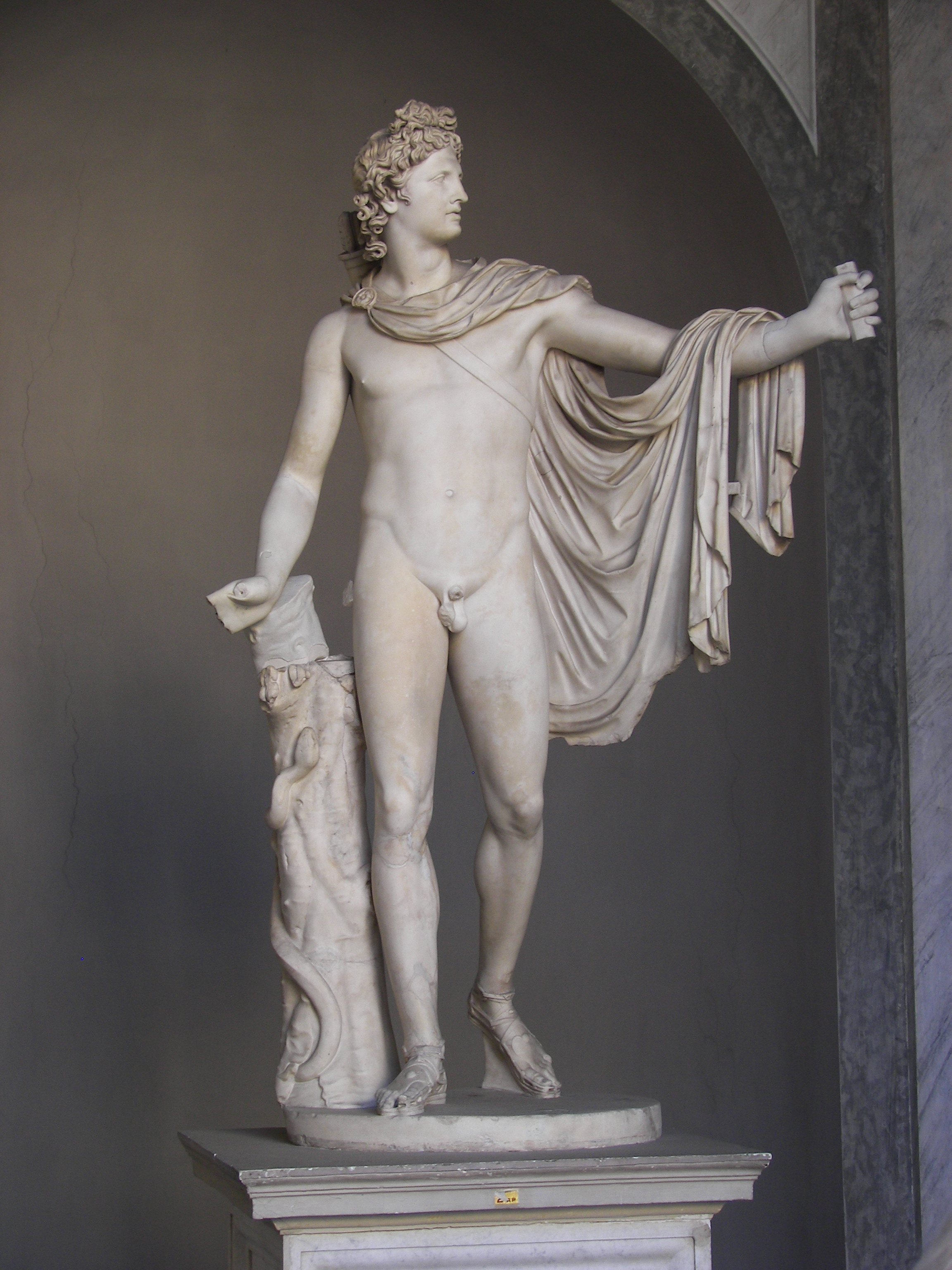
Аполлон Бельведерский. Ок. 330—320 гг. до н. э. Мрамор. Ватикан
А. Дюрер. Адам и Ева. 1504. Бумага, тушь, перо, кисть, акварель. Библиотека и музей Моргана, Нью-Йорк
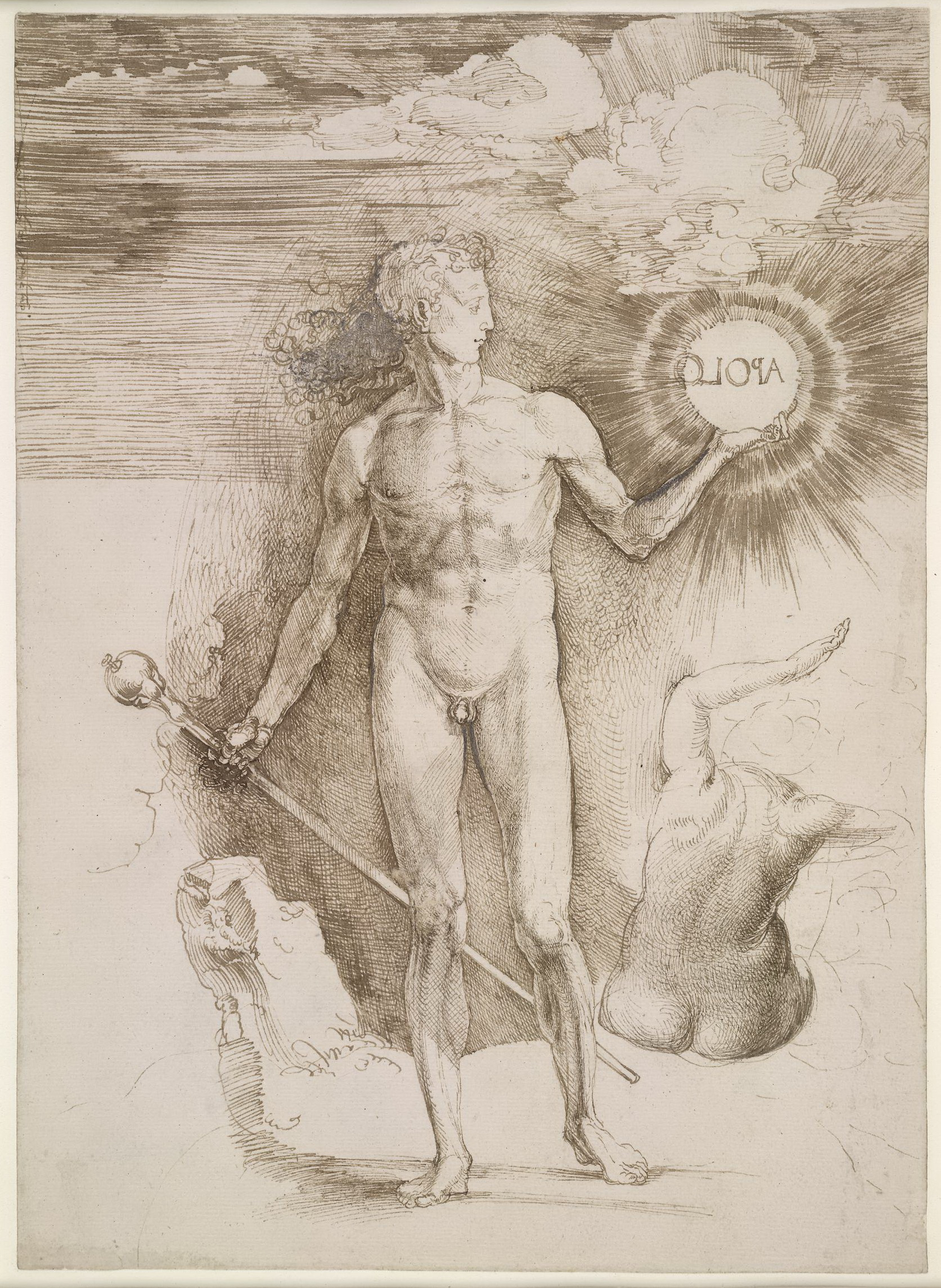
А. Дюрер. Аполлон с солнечным диском. Ок. 1504. Бумага, перо, сепия. Британский музей, Лондон
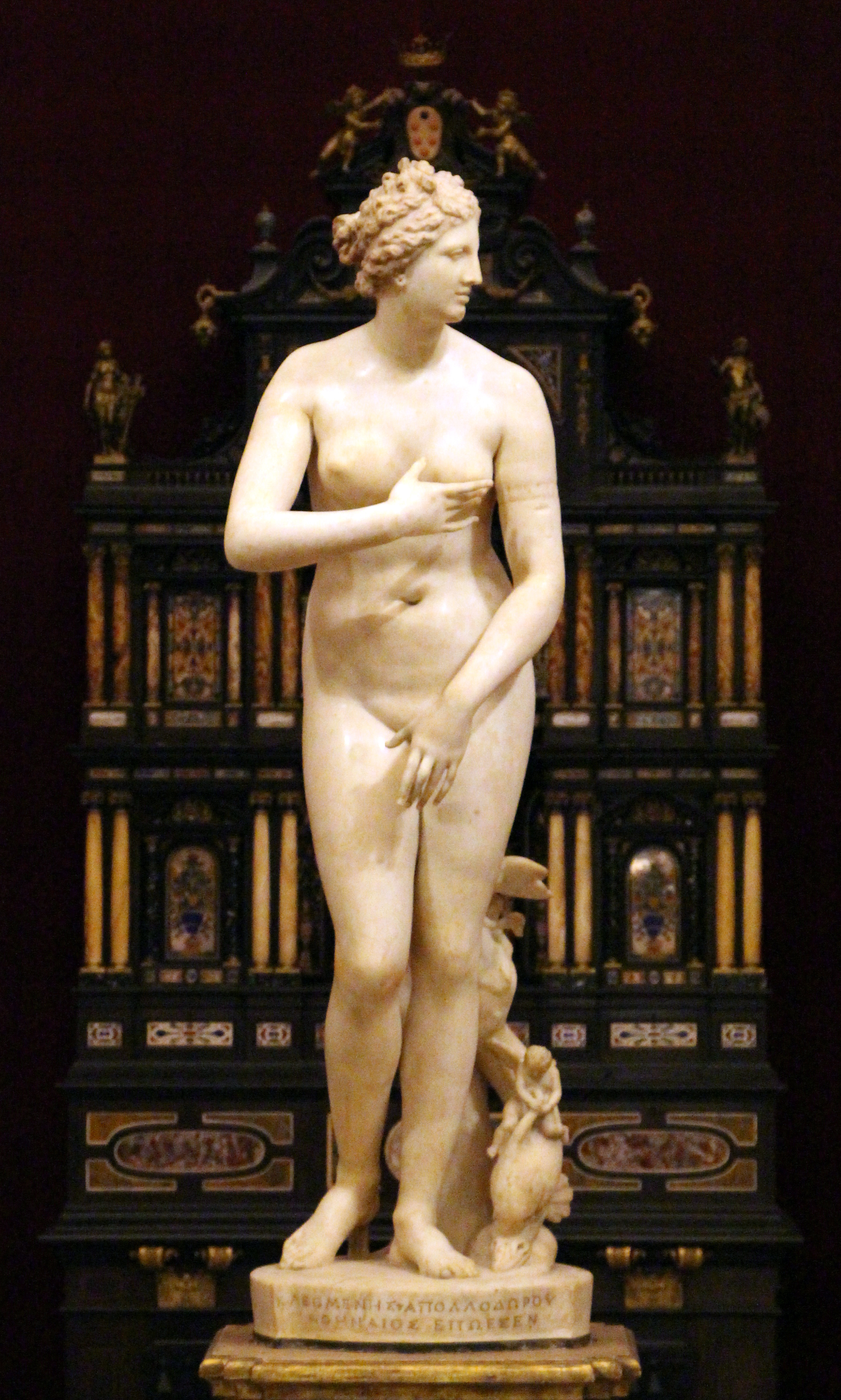
Венера Медицейская. I в. до н. э. Мрамор. Уффици, Флоренция
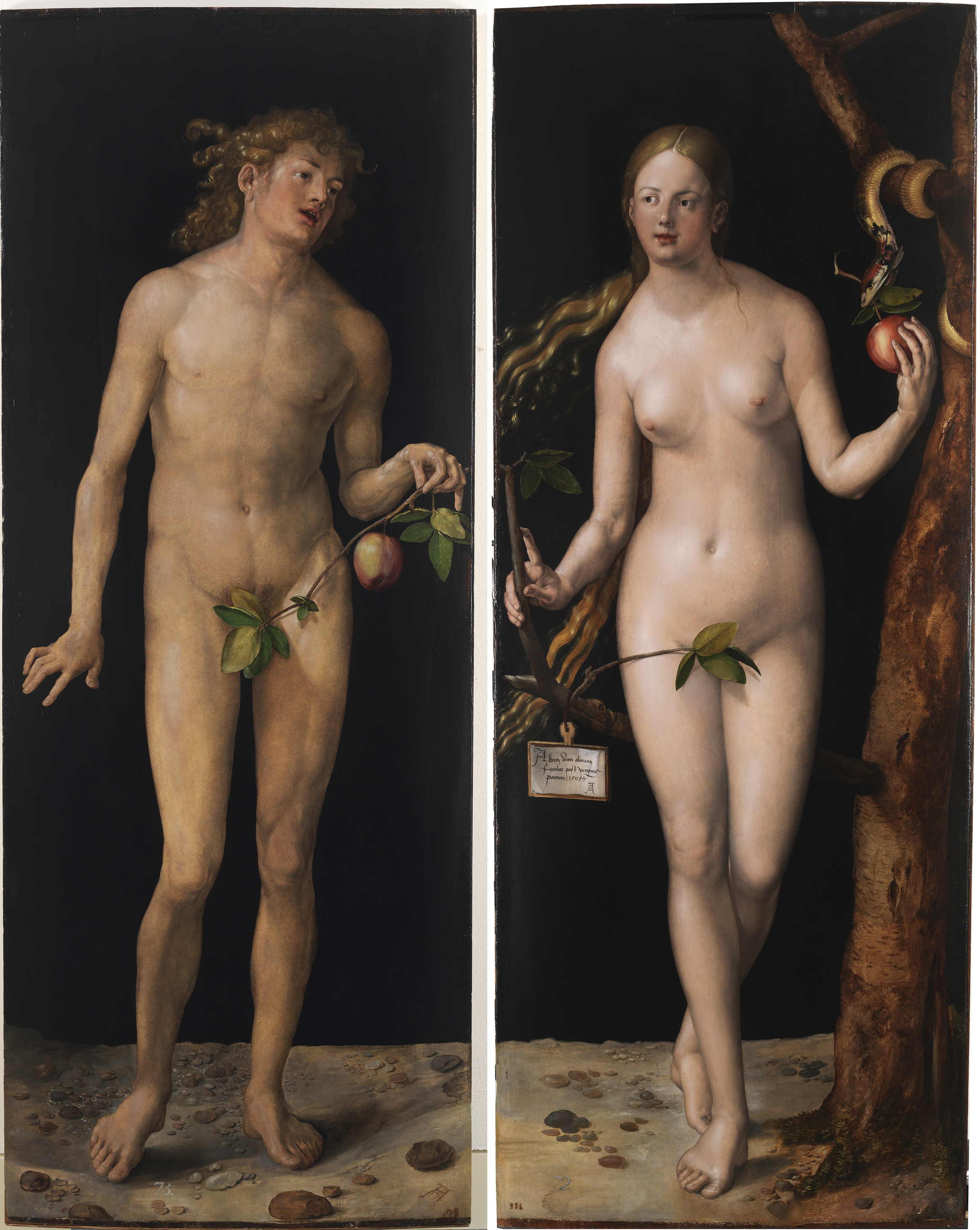
A. Дюрер. Адам и Ева. 1507. Дерево, масло. Прадо, Мадрид
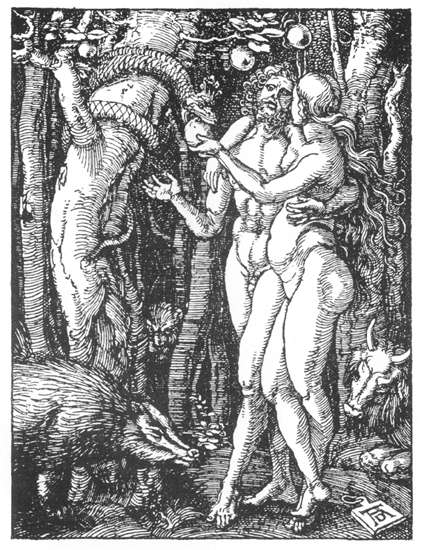
А. Дюрер. Адам и Ева в Раю. 1511. Гравюра на дереве. Британский музей, Лондон